# Gotan Project
Gotan Project er en Techno/Electronica gruppe fra Frankrig.

## Diskografi

### Album
- 2001 – La revancha del tango
- 2006 – Lunatico
- 2010 – Tango 3.0

### Remix album
- 2004 – Inspiración Espiración
- 2011 – La Revancha en Cumbia

### Livealbum
- 2008 – Gotan Project Live